# Ермаки (Тулунский район)
Ермаки́ — посёлок в Тулунском районе Иркутской области России. Входит в состав Афанасьевского муниципального образования. Основан в 1885 году.

## География
Посёлок находится на расстоянии примерно 15 км к северу от города Тулун, административного центра района.

## Население
| 2002 | 2010 | 2011 | 2012 |
| ---- | ---- | ---- | ---- |
| 316  | ↘287 | ↘286 | →286 |

### Половой состав
По данным Всероссийской переписи, в 2010 году в посёлке проживало 287 человек (141 мужчина и 146 женщин).